# La Vertu des impondérables
Pour plus de détails, voir Fiche technique et Distribution.
La Vertu des impondérables est un film français réalisé par Claude Lelouch, entièrement filmé avec un iPhone, sorti en 2019.

## Synopsis
Plusieurs personnes vivent des histoires de vol, d'infidélité ou de dispute.

## Fiche technique
- Réalisation et scénario : Claude Lelouch
- Production : Victor Hadida et Claude Lelouch
- Production exécutive : Jean-Paul de Vidas
- Directeur de production : Rémi Bergman
- Musique : Laurent Couson et Ahmet Gülbay
- Directeur de la photographie : Robert Alazraki
- Scripte : Fanny Ledoux Boldini
- Ingénieur du son : Harald Maury
- Montage : Giuseppe Lupoi
- Sociétés de production : Davis Films et Les Films 13
- Société de distribution : Metropolitan Filmexport
- Dates de sortie : 
  - en avant-première le 22 août 2019 au Festival du film francophone d'Angoulême[2]
  - En raison de la crise sanitaire conséquente à la pandémie de Covid-19, le film ne sort pas en salles. Il est diffusé le 13 juin 2020 sur Canal +[3], puis sort en DVD le 15 septembre 2020.

## Distribution
- Stéphane De Groodt : Stéphane Simon
- Elsa Zylberstein : Noémie
- Marianne Denicourt : Marianne Alice
- Ary Abittan : Aldo Richen
- Béatrice Dalle : la patronne du café
- Rufus : le voisin
- Philippe Lellouche : l'inspecteur
- Agnès Soral : l'inspectrice

## Production
Claude Lelouch s'inspire du vol en janvier 2018 de son scénario Oui et Non pour La Vertu des impondérables.